# Dương Kì Phương Hội
Dương Kì Phương Hội (zh: 楊岐方會, ja: Yōgi Hōe, 992-1049) là một vị Thiền sư Trung Quốc đời Tống, thuộc Lâm Tế tông, người sáng lập Dương Kỳ Phái - một trong hai hệ phái chính của tông Lâm Tế bên cạnh Hoàng Long Phái của Thiền sư Hoàng Long Huệ Nam. Đến nay dòng thiền này vẫn còn tồn tại và phát triển mạnh tại Trung Quốc, Nhật Bản, Hàn Quốc, Việt Nam và được truyền sang phương Tây thông qua các Thiền sư Nhật Bản và Hàn Quốc. Sư là pháp tử của Thiền sư Thạch Sương Sở Viên, dưới sư có đệ tử nối pháp điển hình nhất là Thiền Sư Bạch Vân Thủ Đoan.

## Cơ duyên hành đạo
Sư họ là Lãnh (冷), quê ở huyện Nghi Xuân, tỉnh Giang Tây ngày nay. Hồi còn nhỏ sư tính tình hoạt bát lanh lợi nhưng sư không theo nghiệp làm quan. Có một lần sư đi chơi ở núi Cửu Phong, lúc về lòng quyến luyến khôn nguôi, nên cuối cùng xuống tóc xuất gia. Sư xem kinh nghe pháp tâm mở sáng tinh thần lĩnh hội.

Sư đi du phương, đến yết kiến Thiền Sư Từ Minh (Thạch Sương Sở Viên) ở Nam Nguyên và dừng lại đây phụ tá cho Thiền Sư Từ Minh, sư làm việc một cách siêng năng cần khổ. Sau Từ Minh dời sang Thạch Sương Đạo Ngô, sư cũng đi theo. Nơi đây sư làm Giám tự. Tuy theo Từ Minh đã lâu mà sư chưa tỉnh ngộ. Đến một hôm nọ cơ duyên chín mùi, sư liền được khai ngộ, cơ duyên của sư như sau:
Mỗi khi đến thưa hỏi, Từ Minh bảo: "Việc trong ty khố quá nhiều, hãy đi đi".

Hôm khác Sư đến hỏi, Từ Minh bảo: "Giám tự ngày sau con cháu khắp thiên hạ cần gì vội gấp". Một hôm Từ Minh vừa đi ra chợt mưa đến, Sư rình ở con đường tắt. Từ Minh đến, Sư liền nắm đứng lại nói: "Ông già này! hôm nay phải vì tôi nói, nếu không nói tôi sẽ đánh ông." Từ Minh nói: "Giám tự biết là việc quanh co liền thôi." Câu nói chưa dứt, sư đại ngộ, liền đảnh lễ Từ Minh ngay dưới bùn.
Về sau, thể theo lời thỉnh cầu của chúng đạo tục, sư đến trụ trì tại Dương Kì Sơn Phổ Thông Thiền Viện ở vùng Viên Châu. Đến năm thứ 6 (1046) niên hiệu Khánh Lịch, sư chuyển đến Vân Cái Sơn Hải Hội Tự và tiếp tục hoằng hóa đồ chúng. 
Sư thị tịch vào năm đầu (1049) niên hiệu Hoàng Hựu, hưởng thọ 58 tuổi. Sư có để lại tác phẩm là Viên Châu Dương Kì Hội Hòa Thượng Ngữ Lục do đệ tử là Bạch vân Thủ Đoan và Bảo Bình Nhân Dũng biên soạn.

## Pháp ngữ
Ngữ lục và vấn đáp của sư được môn đệ biên tập lại trong quyển Dương Kì Hội Hòa Thượng Ngữ Lục. Nội dung gồm các lời vấn đáp với đệ tử, pháp ngữ thượng đường, thơ kệ:
Có vị tăng hỏi: "Sư xướng gia khúc nào? Tông phong của ai?".  Sư nói: "Có ngựa thì cưỡi ngựa, không ngựa thì đi bộ". 

Một vị tăng khác hỏi: "Thế nào là thể của chân như?". Sư đáp: "Dạ xoa quỳ gối, nhãn tinh đen". Tăng lại hỏi: "Thế nào là dụng của chân như?". Sư đáp: "Chùy kim cương hủy núi sắt."
Một hôm, sư thượng đường nói: "Thân tâm thanh tĩnh thì các cảnh thanh tĩnh. Các cảnh thanh tĩnh thì tâm thanh tĩnh, còn biết lão nhân sai chỗ nào không? Đánh mất tiền ở sông thì tìm ở sông".
Sư có làm một số bài thơ Thiền, dưới đây là một bài thơ điển hình do sư sáng tác:
Hán Việt
楊 岐 乍 住 屋 辟 疎
滿 床 盡 撒 雪 珍 珠
縮 卻 項 暗 嗟 噓
翻 憶 古 人 樹 下 居
Phiên âm
Dương Kỳ sạ trú ốc bích sơ
Mãn sàng tận tát tuyết trân châu
Súc khước hạng ám ta hư
Phiên ức cổ nhân thụ hạ cư
Dịch nghĩa
Nhà của Dương Kỳ đơn sơ lắm
Trên giường tuyết trắng đã ngập đầy 
Rụt cổ lại, lòng ngầm than thở 
Người xưa nhà chỉ nơi gốc cây